# GUNDAM無雙2
《GUNDAM無雙2》是由光榮的Omega Force開發，由万代南梦宫游戏發行的PlayStation 2、PlayStation 3及Xbox 360遊戲。已經在2008年12月18日發行。另外PS3精選集，於2010年6月3日發行。本作品承襲一代基礎，另外新加入了宇宙世紀的機動戰士GUNDAM 逆襲的夏亞及機動戰士V GUNDAM（高特拉坦）及機動戰士GUNDAM（甘恩）、正歷的∀GUNDAM（逆X）、宇宙紀元的機動戰士GUNDAM SEED DESTINY（命運GUNDAM、無限正義GUNDAM、GUNDAM）、MA等機體。
續作《GUNDAM無雙3》在2010年12月16號發行。

## 與GUNDAM無雙1的不同

GUNDAM無雙2的機動堡壘。

在GUNDAM無雙1只有與普通機體對戰，GUNDAM無雙2增加了機動堡壘出場。機動堡壘和普通機體不同。首先，機動堡壘的耐久力和攻擊力都比普通機體強。再來與機動堡壘對戰時，遊戲觀點角度會一直放在機動堡壘上。平常是在玩家後方，直到玩家擊敗機動堡壘，才會恢復正常。
但是普通機體的攻擊對機動堡壘只有輕微的效果而已。普通機體必須使用重攻擊，才能對機動堡壘發出有效的攻擊。重攻擊的使用法是按住攻擊按鈕幾妙鐘後放開，放開後機體就會啟動重攻擊。

## 登場作品
- 機動戰士GUNDAM
- 機動戰士Z GUNDAM
- 機動戰士GUNDAM ZZ
- 機動武鬥傳G GUNDAM
- 新機動戰記GUNDAM W
- ∀GUNDAM

### 新加入
- 機動戰士GUNDAM SEED DESTINY
- 機動戰士GUNDAM 逆襲的夏亞

- 機動戰士V GUNDAM
- 機動戰士GUNDAM F91

### 其他
- 武者GUNDAM
- 武者GUNDAM MK-II

## 外部連結
- GUNDAM無雙2日文官方網站
- GUNDAM無雙英文官方網站